# Sarah Hughes
Sarah Hughes, född 2 maj 1985 i New York, är en amerikansk före detta konståkare.
Hughes blev olympisk guldmedaljör i konståkning vid vinterspelen 2002 i Salt Lake City.